# Florian Stadler
Florian Stadler (ur. 20 lipca 1973 w Augsburgu) – niemiecki aktor teatralny, filmowy i telewizyjny.
W latach 1995–1998 uczył się w szkole aktorskiej Neue Münchner Schauspielschule Ali Wunsch-König w Monachium i w 2007 roku naukę kontynuował w Münchner Film Akademie. Grał w dziecięcym i młodzieżowym teatrze w Monachium, Leipziger Jugendtheater, Kleinen Theater Kammerspiele Landshut i Karlsruhe oraz na festiwalach, takich jak w Andechs.
W listopadzie 2008 roku przyjął rolę trenera Nilsa Heinemanna w telenoweli ARD Burza uczuć (Sturm der Liebe).